# 김선동 (1963년)
김선동(金善東, 1963년 10월 9일~)은 대한민국의 정치인이다. 제18·20대 국회의원을 지냈다.

## 생애
강원도 원주에서 태어났으나 유년 시절 서울로 이주하였다. 고려대학교 정치외교학과를 나와 고려대학교 대학원에서 국제정치학을 전공했다.

### 정치입문
김선동은 당시 김영삼 대통령의 문민정책시절 청와대 행정관(정무수석실)으로 근무하였다. 청와대 행정관으로 국정운영의 경험을 쌓은 후 한나라당 박근혜 대표시절 대표비서실 부실장으로 발탁되었다.

### 민본21
18대 국회 소장개혁파 그룹으로 잘알려진 "민본21"의 회원으로 활약하며 한나라당의 개혁과 정치발전을 위한 소신있는 활약상을 보여주었다. 민본21은 2008년 9월 4일 발족된 한나라당 내 18대 초선의원 모임으로, 국가 경쟁력과 사회적 안전망 강화의 균형있는 추구와, 새 정부의 올바른 국정 수행을 위한 프로젝트이다. 민본21의 주요사업에는 ①새 정부의 올바른 국정 수행을 위한 국민의 뜻에 기초한 건강한 문제제기 ②낡은 정치의 극복과 한나라당의 미래지향적 개혁 ③시대에 걸맞는 정책 생산 및 입법을 포함한 일하는 국회의 정립 ④웹 2.0 환경에 부응하는 시민사회와의 소통 등을 공동 추구가 있다. 당시 구성원은 김선동 및 권영진, 권택기, 김성식, 김성태, 김영우, 신성범, 윤석용, 정태근, 주광덕, 현기환, 황영철 등 12명이다.

### 선대위 활동
19대 총선에서 낙선한 이후 공백기간에선 새누리당 대선 선대위에서 핵심적 역할인 직능총괄본부 종합상황 실장을 맡아 대선승리를 이끌었다. 이후 박근혜 정부 1기 정무비서관을
거쳐 청소년계의 핵심주목기관인 한국청소년활동진흥원의 이사장직을 맡아 청소년계의 위상을 높이는데 크게 기여한 바 있다.

## 학력
- 용문국민학교 졸업
- 동국대학교 사범대학 부속중학교 졸업
- 고려대학교 사범대학 부속고등학교 졸업
- 고려대학교 정경대학 정치외교학 학사
- 고려대학교 대학원 정치학 석사

## 경력
- 2025년 5월~2025년 6월: 제21대 대통령 선거 국민의힘 김문수 대통령 후보 직속 국민통합위원회 수석부위원장
- 2025년 5월~2025년 6월: 제21대 대통령 선거 국민의힘 김문수 대통령 후보 전략지원본부장
- 2025년 4월~2025년 4월: 국민의힘 홍준표 제21대 대통령 선거 경선후보 무대홍 캠프 총괄조직본부장
- 2023년 9월~2023년 9월: 2023년 하반기 재보궐선거 국민의힘 서울특별시 강서구청장 재보궐선거 공천관리위원회 위원
- 사단법인 세계신지식인협회 고문
- 2023년 8월~2024년 7월: 국민의힘 서울특별시당 위원장
- 2023년 5월~: 국민의힘 중산층·서민경제위원회 위원장
- 2022년 1월~2022년 3월: 제20대 대통령 선거 국민의힘 윤석열 대통령 후보 선거대책본부 조직본부 서울본부장
- 2021년 12월~2022년 1월: 제20대 대통령 선거 국민의힘 윤석열 대통령 후보 선거대책위원회 조직총괄본부 서울본부장
- 2021년 10월~2021년 11월: 제20대 대통령 선거 국민의힘 홍준표 대통령 경선후보 jp희망캠프 총괄선대본부장
- 2021년 8월~2021년 9월: 제20대 대통령 선거 국민의힘 최재형 제20대 대통령 경선예비후보 열린캠프 공동총괄본부장
- 2021년 8월 : 국민의힘 서울특별시당 전략정책위원장단
- 2021년 3월~2021년 4월: 2021년 재보궐선거 국민의힘 서울특별시장 보궐선거 선거대책위원회 총괄선대본부장
- 2020년 10월: 2021년 재보궐선거 국민의힘 경선준비위원회 부위원장
- 2020년 9월~: 국민의힘 서울특별시당 도봉구 을 당원협의회 위원장
- 2020년 9월 : 국민의힘 국민대통합위원회 수석부위원장
- 2020년 9월~2020년 10월: 국민의힘 사무총장
- 2020년 5월~2020년 9월: 미래통합당 사무총장
- 2020년 2월~2020년 9월: 미래통합당 서울특별시당 도봉구 을 당원협의회 위원장
- 2019년 11월: 제21대 국회의원 선거 자유한국당 총선기획단 위원
- 2019년 10월: 자유한국당 재정위원회 고문
- 2019년 4월: 자유한국당 신정치혁신특별위원회 - 공천혁신소위원회 위원장
- 2018년 12월~2019년 2월: 자유한국당 국가미래비전특위 위원
- 2018년 12월~2020년 2월: 자유한국당 서울특별시당 도봉구 을 당원협의회 위원장
- 2018년 8월~2019년 2월: 자유한국당 비상대책위원회 가치와 재표 재정립소위원회 위원
- 2018년 7월~2019년 3월: 여의도연구원 원장
- 2018년 7월~2020년 5월: 제20대 국회 후반기 예산결산특별위원회 위원
- 2018년 6월: 제7회 전국동시지방선거 자유한국당 김문수 서울특별시장 후보 상임공동선거대책위원장
- 2018년 3월~2018년 5월: 제7회 전국동시지방선거 자유한국당 서울특별시당 공천관리위원장
- 2017년 12월~2020년 5월: 한·포르투갈의원친선협회 회장
- 2017년 8월~2018년 9월: 자유한국당 서울특별시당 위원장
- 2017년 2월~2018년 2월: 자유한국당 서울특별시당 도봉구 을 당원협의회 위원장
- 2017년 2월~2017년 12월: 자유한국당 원내수석부대표
- 2016년 12월~2017년 2월: 새누리당 원내수석부대표
- 2016년 6월~2018년 5월: 제20대 국회 전반기 예산결산특별위원회 위원
- 2016년 6월~2018년 5월: 제20대 국회 전반기 정무위원회 위원
- 2016년 6월~2016년 8월: 새누리당 혁신비상대책위원장 비서실장
- 2016년 5월~2020년 5월: 제20대 국회의원(서울 도봉구 을, 새누리당→자유한국당→미래통합당, 재선)
- 2016년 4월 13일: 대한민국 제20대 국회의원 선거 당선(서울 도봉구 을, 새누리당, 재선)
- 2015년 12월~2016년 5월: 한국다문화청소년센터 이사장
- 2015년 3월~2015년 10월: 유네스코한국위원회 인문사회과학분과위원회 위원
- 2013년 12월~2015년 11월: 한국청소년활동진흥원 이사장
- 2013년 3월~2013년 9월: 박근혜 정부 대통령비서실 정무비서관
- 2012년 10월~2012년 12월: 제18대 대통령 선거 새누리당 박근혜 대통령 후보 직능총괄본부 종합상황실장
- 2012년 2월~2017년 2월: 새누리당 서울특별시당 도봉구 을 당원협의회 위원장
- 2011년 5월~2011년 7월: 한나라당 비상대책위원회 위원
- 2010년 3월~2010년 6월: 한나라당 중앙당 공천심사위원회 위원
- 2009년 5월~2009년 6월: 한나라당 쇄신특별위원회 위원, 대변인
- 2008년 6월~2009년 6월: 한나라당 원내부대표
- 2008년 5월~2012년 5월: 제18대 국회 교육과학기술위원회 위원
- 2008년 5월~2012년 5월: 제18대 국회의원(서울 도봉구 을, 한나라당→새누리당, 초선)
- 2008년 4월 9일: 대한민국 제18대 국회의원 선거 당선(서울 도봉구 을, 한나라당, 초선)
- 2008년 5월~2012년 2월: 한나라당 서울특별시당 도봉구 을 당원협의회 위원장
- 2005년 6월~2006년 6월: 한나라당 박근혜 대표최고위원 비서실 부실장
- 2001년~2002년: 제16대 대통령 선거 한나라당 이회창 대통령 후보 보좌역
- 1998년~2000년: 신상우 국회부의장 정무비서관
- 1993년~1997년: 문민정부 대통령비서실 정무수석실 행정관

## 역대 선거 결과
|  | 52.18% |

|  | 47.19% |

|  | 43.73% |

|  | 45.63% |

|  | 47.16% |

## 소속 정당
| 소속 정당 | 소속 정당  | 소속 기간 | 비고      |
| --------- | ---------- | --------- | --------- |
|           | 민주자유당 | 1990~1993 | 정계 입문 |
|           | 무소속     | 1993~1997 | 탈당      |
|           | 한나라당   | 1997~2012 | 복당      |
|           | 새누리당   | 2012~2013 | 당명 변경 |
|           | 무소속     | 2013~2015 | 탈당      |
|           | 새누리당   | 2015~2017 | 복당      |
|           | 자유한국당 | 2017~2020 | 당명 변경 |
|           | 미래통합당 | 2020      | 합당      |
|           | 국민의힘   | 2020~현재 | 당명 변경 |

## 같이 보기
- 도봉구 을
- 서울 도봉구의 국회의원